# Szkobelevszkaja utca metróállomás
A Szkobelevszkaja utca (oroszul: Улица Скобелевская / Ulica Szkobelevszkaja) egy állomás a moszkvai metró Butovszkaja vonalán. 2003. december 27-én nyitották meg teljesen négy másik állomással együtt. Ez az utca Mihály Dmitrijevics Szkobelev gyalogos tábornokról kapta a nevét, aki kiérdemelte a nemzeti hős címet az orosz-török háborúban.
Az állomás előcsarnokai közül egy az Usakov admirális parkosított úton, egy másik a Szkobelev utcában helyezkedik el. A peron közepén vannak zárt liftek és egy lift a fogyatékkal élőknek.
A Szkobelevszkaja utca dizájnja egyszerű, és majdnem azonos a Butovszkaja vonal más állomásaival (kivéve a Sztarokacsalovszkaja utcát, ugyanis az föld alatt van). Ez egy emelt viadukton helyezkedik el zöld lámpákkal és kanyargós kupolával[pontosabban?], mely átnyúlik az egész platformon. A peron mindkét oldalán található 1-1 hang- és szélakadály. Az egyedülálló peron 90 méter hosszú, 7 méter széles, és 9,6 méter magas.

## Fordítás
- Ez a szócikk részben vagy egészben  az   Ulitsa Skobelevskaya című angol Wikipédia-szócikk fordításán alapul.  Az eredeti cikk szerkesztőit annak laptörténete sorolja fel. Ez a jelzés csupán a megfogalmazás eredetét és a szerzői jogokat jelzi, nem szolgál a cikkben szereplő információk forrásmegjelöléseként.